# Boucles de Seine-et-Marne
Les Boucles de Seine-et-Marne - Souvenir Bernard-Maillet sont une course cycliste française disputée au mois de mars dans le département de Seine-et-Marne, en Île-de-France. Créée en 2008, cette compétition est organisée par la Jeunesse Sportive de la Ferté-Gaucher. Seuls les cyclistes juniors (moins de 19 ans) peuvent y participer. 

## Histoire
En 2015, elle fait partie du Challenge national juniors et se dispute sur une journée. Elle redevient une course par étapes à partir de 2016.
L'édition 2021 est reportée à une date ultérieure en raison du contexte sanitaire lié à la pandémie de Covid-19.

## Palmarès
| Année | Vainqueur         | Deuxième                 | Troisième          |
| ----- | ----------------- | ------------------------ | ------------------ |
| 2008  | Victor Fobert     | Arnaud Démare            | Baptiste Mollicone |
| 2009  | Romain Delalot    | Arnaud Démare            | Alexandre Billon   |
| 2010  | Cédric Delaplace  | Pierre-Henri Lecuisinier | Florian Sénéchal   |
| 2011  | Florian Sénéchal  | Olivier Le Gac           | Geoffrey Millour   |
| 2012  | Yoann Ballay      | Lucas Kalmes             | Jayson Rousseau    |
| 2013  | Jérémy Lecroq     | Valentin Quénot          | Fabio Do Rego      |
| 2014  | Adrien Garel      | Corentin Ermenault       | Rayane Bouhanni    |
| 2015  | Alexys Brunel     | Théo Menant              | Théo Nicolas       |
| 2016  | Bruno Hattier     | Aurélien Labregère       | Théo Nonnez        |
| 2017  | Anthony Macron    | Quentin Tillier          | Alex Aze           |
| 2018  | Donavan Grondin   | Louka Pagnier            | Hugo Page          |
| 2019  | Louka Pagnier     | Alexy Tewes              | Étienne Delimauges |
| 2020  | Rémi Verloo       | Erwan Louvrier           | Baptiste Mopty     |
| 2021  | annulé            | annulé                   | annulé             |
| 2022  | Alexy Faure-Prost | Rayan Boulahoite         | Paul Mathieu       |
| 2022  | Maël Zahem        | Gaël Prigent             | Mathis Guerinel    |
| 2023  | annulé            | annulé                   | annulé             |
| 2024  | Edgard Berthelemy | Gabriel Nominé           | Alexis Bouteloup   |
| 2025  | Alexis Bouteloup  | Pierre Lebeau            | Achille Waterlot   |